# 白頭山青年線
白頭山青年線（ペクトゥサンチョンニョンせん）は、朝鮮民主主義人民共和国咸鏡北道吉州郡にある吉州青年駅から両江道恵山市にある恵山青年駅までを結ぶ鉄道路線である。

## 概要
日本統治時代に建設された恵山線を原型としている。

## 歴史
- 1931年5月1日：恵山線として着工。
- 1933年11月1日：吉州 - 合水間開通[1]。
- 1934年8月1日：合水 - 白岩間開通[2]。
- 1935年9月1日：白岩 - 鳳頭里間開通。
- 1937年11月1日：鳳頭里 - 恵山鎮間開業により全線開通[3]。
- 1978年：恵山線から白頭山青年線に改称。
- 2006年10月9日：白岩青年付近の白岩トンネルで崩落事故が発生。沿線の吉州郡豊渓里核実験場ではこの日核実験が行われており、その影響とする説もある[4]。

## 運行形態
2002年時点の時刻表では、平壌 - 恵山青年間を結ぶ急行列車である1・2列車、線内完結の準急行列車である101・102列車、海州青年 - 恵山青年間を結ぶ準急行列車1往復の計3往復、全線を走破する旅客列車が設定されており、このほか恵山近郊の地域輸送を担う大五川 - 恵山青年間の各駅停車が朝の時間帯に1往復設定されている。当路線を経由する恵山青年行きの急行列車や準急行列車にトップナンバー（準急行列車は100番台の列車番号を名乗る）が付番されている理由は不明であるが、朝鮮民族の聖地であり「革命の聖山」とされる白頭山へのアクセスを担う列車であることに由来すると考えられている。
貨物輸送に関しては、接続する白茂線からの木材や沿線の鉱物資源、両江道内で使用される石炭などを輸送している。

## 駅一覧
| 駅名                | 駅名                | 駅名                       | 駅間キロ (km) | 累計 キロ (km) | 接続路線                                   | 所在地          | 所在地          |
| 日本語              | 朝鮮語              | 英語                       | 駅間キロ (km) | 累計 キロ (km) | 接続路線                                   | 所在地          | 所在地          |
| ------------------- | ------------------- | -------------------------- | ------------- | -------------- | ------------------------------------------ | --------------- | --------------- |
| 吉州青年駅 (吉州駅) | 길주청년역 (길주역) | Kilju Ch'ŏngnyŏn (Kilju)   | 0.0           | 0.0            | 北朝鮮鉄道省：平羅線                       | 咸鏡北道 吉州郡 | 咸鏡北道 吉州郡 |
| 南夕駅              | 남석역              | Namsŏk                     | 10.3          | 10.3           |                                            | 咸鏡北道 吉州郡 | 咸鏡北道 吉州郡 |
| 城後駅              | 성후역              | Sŏnghu                     | 8.1           | 18.4           |                                            | 咸鏡北道 吉州郡 | 咸鏡北道 吉州郡 |
| 豊渓駅              | 풍계역              | P'unggye                   | 4.4           | 22.8           |                                            | 咸鏡北道 吉州郡 | 咸鏡北道 吉州郡 |
| 載徳駅              | 재덕역              | Chaedŏk                    | 3.4           | 26.2           |                                            | 咸鏡北道 吉州郡 | 咸鏡北道 吉州郡 |
| 城徳駅              | 성덕역              | Sŏngdŏk                    | 9.0           | 35.2           |                                            | 咸鏡北道 吉州郡 | 咸鏡北道 吉州郡 |
| 蛇島駅              | 사도역              | Sado                       | 7.8           | 43.0           |                                            | 両江道          | 白岩郡          |
| 暘谷駅              | 양곡역              | Yanggok                    | 4.4           | 47.4           |                                            | 両江道          | 白岩郡          |
| 合水駅              | 합수역              | Hapsu                      | 9.8           | 57.2           |                                            | 両江道          | 白岩郡          |
| 南渓駅              | 남계역              | Namgye                     | 5.8           | 63.0           |                                            | 両江道          | 白岩郡          |
| 白岩青年駅 (白岩駅) | 백암청년역 (백암역) | Paegam Ch'ŏngnyŏn (Paegam) | 7.0           | 70.0           | 北朝鮮鉄道省：白茂線                       | 両江道          | 白岩郡          |
| 嶺下駅              | 령하역              | Ryŏngha                    | 11.0          | 81.0           |                                            | 両江道          | 雲興郡          |
| 嶺南駅              | 령남역              | Ryŏngnam                   | 4.9           | 85.9           |                                            | 両江道          | 雲興郡          |
| 南中駅              | 남중역              | Namjung                    | 4.6           | 90.5           |                                            | 両江道          | 雲興郡          |
| 生長駅              | 생장역              | Saengjang                  | 5.1           | 95.6           |                                            | 両江道          | 雲興郡          |
| 雲興駅 (鳳頭里駅)   | 운흥역 (봉두리역)   | Unhŭng (Pongdu-ri)         | 4.1           | 99.7           |                                            | 両江道          | 雲興郡          |
| 甫安駅              | 보안역              | Poan                       | 9.1           | 108.8          |                                            | 両江道          | 雲興郡          |
| 深浦里駅            | 심포리역            | Simp'o-ri                  | 7.3           | 116.1          |                                            | 両江道          | 雲興郡          |
| 大五川駅            | 대오천역            | Taeoch'ŏn                  | 8.5           | 124.6          | 北朝鮮鉄道省：五是川線                     | 両江道          | 雲興郡          |
| 剣山里駅            | 검산리역            | Kŏmsal-li                  | 8.0           | 132.6          |                                            | 両江道          | 恵山市          |
| 渭淵青年駅          | 위연청년역          | Wiyŏn Ch'ŏngnyŏn           | 4.5           | 137.1          | 北朝鮮鉄道省：三池淵線                     | 両江道          | 恵山市          |
| 恵山青年駅 (恵山駅) | 혜산청년역 (혜산역) | Hyesan Ch'ŏngnyŏn (Hyesan) | 4.6           | 141.7          | 北朝鮮鉄道省：北部内陸線（恵山満浦青年線） | 両江道          | 恵山市          |

## 参考資料
- 国分隼人（2007年）. 『将軍様の鉄道 北朝鮮鉄道事情』, 新潮社. ISBN 9784103037316